# Mioawateria ektonos
Mioawateria ektonos is een slakkensoort uit de familie van de Raphitomidae. De wetenschappelijke naam van de soort is voor het eerst geldig gepubliceerd in 2010 door Morassi & Bonfitto.